# Alpes norte-orientais da Estíria
Os Alpes norte-orientais da Estíria é um maciço montanhoso que se estende pelas regiões de Estíria, e da  Baixa Áustria, na Áustria. O ponto mais alto é o  Hochschwab com 2.278 m.

## Localização
Os Alpes norte-orientais da Estíria têm a Norte os Alpes de Ybbstal e os Pré-Alpes orientais da Baixa Áustria, a Este os Pré-Alpes orientais da Estíria, a Sudeste os Pré-Alpes centrais da Estíria e a Sudeste os Alpes de Ennstal.

## SOIUSA
A Subdivisão Orográfica Internacional Unificada do Sistema Alpino (SOIUSA) dividiu os Alpes em duas grandes Partes: Alpes Ocidentais e Alpes Orientais, separados pela linha formada pelo  Rio Reno - Passo de Spluga - Lago de Como - Lago de Lecco.
Os Alpes setentrionais da Estíria são formados pelos Alpes de Ennstal e os Alpes norte-orientais da Estíria.

### Classificação  SOIUSA
Segundo a SOIUSA este acidente geográfico é uma Sub-secção alpina com as seguintes características:
- Parte = Alpes Orientais
- Grande sector alpino = Alpes Orientais-Norte
- Secção alpina = Alpes setentrionais da Estíria
- Sub-secção alpina =  Alpes norte-orientais da Estíria
- Código = II/B-26.II